# أنطونيو غرامشي
أنطونيو غرامشي فيلسوف ومناضل ماركسي إيطالي، ولد في بلدة آليس بجزيرة ساردينيا الإيطالية عام 1891، وهو الأخ الرابع لسبعة أخوات. تلقى دروسه في كلية الآداب بتورينو حيث عمل ناقدا مسرحيا عام 1916. انضم إلى الحزب الشيوعي الإيطالي منذ تأسيسه وأصبح عضوا في أمانة الفرع الإيطالي من الأممية الاشتراكية.
أصدر مع بالميرو تولياتي في عام 1917 مجلة «النظام الجديد» (بالإيطالية: Ordine Nuovo)‏. وفي شهر يوليو 1919

## اعتقاله
اعتقل لأول مرة بسبب تأييده للجمهوريتين الهنغارية والروسية لكنه بدأ في خريف العام ذاته تنشيط حركة «مجالس العمال» في تورينو. وفي عام 1921 أسس مع مجموعة أخرى الحزب الشيوعي الإيطالي وانتخب نائبا عام 1924 وترأس اللجنة التنفيذية للحزب. وفي الثامن من نوفمبر أودع السجن بناء على أمر من موسوليني حيث أمضى العشر سنوات الأخيرة من عمره قبل أن يموت تحت التعذيب في 27 أبريل 1937. ومن السجن يعلن قطيعته مع ستالين، وفيه يكتب «دفاتر السجن».

## فكره
يعتبر غرامشي صاحب فكر سياسي مبدع داخل الحركة الماركسية. ويطلق على فكره اسم الغرامشية التي هي فلسفة البراكسيس (النشاط العملي والنقدي _ الممارسة الإنسانية والمحسوسة). وغرامشي يؤكد استقلالية البراكسيس إزاء الفلسفات الأخرى. إنها ممارسة ونظرية في آن معا ولهذا فإنها فلسفة سياسية. إنها التاريخ -الحي-قيد-التكون، وهي كذلك تصور للعالم يمكن استخلاصه من الآثار الماركسية الفريدة التي يعتبر غرامشي أنها تتكون من ثلاثة أقسام: الاقتصاد السياسي والعلم السياسي والفلسفة. وهو ينقب فيها عن المبادئ الموحدة في علاقات الإنسان بالمادة (التي هي نتيجة براكسيس سابق) عبر التاريخ الذي هو إنتاج ذاتي للإنسان.

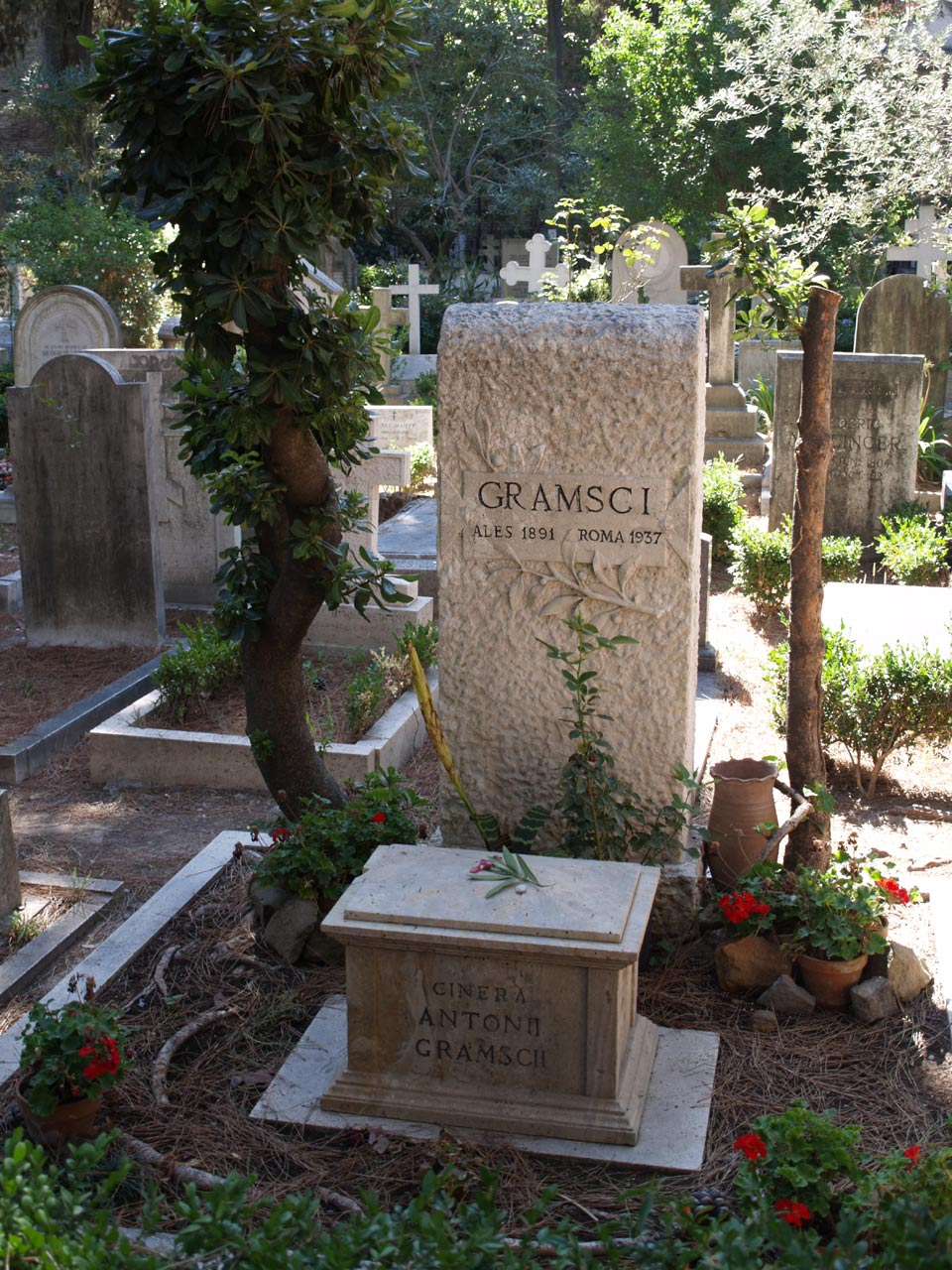
أنتونيو غرامشي

و المبدأ الموحد من وجهة النظر «الاقتصادية» هو القيمة، ومن وجهة النظر السياسية، الدولة، وأما من وجهة النظر الفلسفية فهو العلاقة بين إرادة الإنسان وبين الأوضاع والمواقف التي ينبغي له تجاوزها. وهذا المبدأ الخير يؤلف بين وجهتي النظر السابقتين لأنه يتيح الانتقال من المستوى الاقتصادي إلى المستوى الخلقي والسياسي. إنه البراكسيس.
و بما أنه ليس ثمة انفصال بين الإنسان والأشياء التي ينتجها، فإنه ذات ومادة اجتماعية وتاريخية مأخوذتان في علاقة جدية مع الضرورة وهذه النظرة هي التي تفسر نظرية غرامشي السياسية. فهو حين يفكر في الدولة ويبرهن أن المجتمع السياسي (أو الدولة) يتكون من أجهزة يغلب عليها القمع فالدولة تتكون من قوى كاسرة (الجيش والبوليس والقضاء التي يحل محلها إبان الأزمات منظمات خاصة كالميليشيات..) ومن أجهزة تصوغ التشريعات وتطبقها (البيروقراطية، الحكومة، البرلمان) وهي الأداة التي تؤمن بها طبقة ما سيطرة على الطبقات الأخرى، وهي تتكون كذلك من أجهزة تغلب عليها الأيديولوجية (المدرسة، الكنيسة، الأحزاب السياسية..) وتؤمن للطبقة المسيطرة رضى الطبقات الأخرى وقبولها بقيادتها لها. غير أن ما يؤمن توحيد هذا كله هم المثقفون الذين تنميهم كل طبقة لتؤمن هيمنتها عبرهم. فمهمة المثقفين هي نشر تصور الطبقة للعالم وتأكيده في وجه مثقفي وتصورات طبقات النظام القديم أو النظام الذي يرهص بالولادة. وهكذا مثلا فإن مثقفي البرجوازية الذين حاربوا المثقفين المرتبطين بالإقطاع (عبر الكنيسة خاصة) عادوا فحاربوا المثقف الجماعي الذي هو أحزاب الطبقة العاملة، أو حاولوا أن يستلحقوه بهم عبر ممارسة اشتراكية-ديموقراطية. وعلى هذا فإن المثقفين يشكلون الاسمنت العضوي الذي يربط البنية الاجتماعية بالبنية الفوقية ويتيج تكوين «كتلة تاريخية». وهكذا فإن الدور العملي للفلسفة يتجسد بالحزب الثوري، الذي يرفض الاندماج بالدولة، ويقدم الصراع الايديولوجي على ما عداه ويخوض البراكسيس في كل السياسة محطما بذلك الكتلة الايديولوجية البرجوازية مكونا كتلة تاريخية جديدية في إطار صراع طويل ومعقد أو ما يسميه غرامشي حرب خنادق. وهي حرب ينبغي أن تنمّى وتطور خلالها أشكال تنظيم ذاتي جماهيرية تكون بمثابة جنين تدمير الدولة ورفضا لفصل السياسي عن الاقتصادي وبالتالي تنفيذا لفلسفة جديدة.
ويركز جرامشي في معظم كتاباته عل تحليل القضايا السياسية والثقافية كذلك نقض الزعماء السياسيين ورجال السياسة والثقافة.
أعتقله النظام الفاشيستي الإيطالي بزعامة موسوليني في نوفمبر عام 1926 وأيضا في يونيو 1928، وحكموا عليه بالسجن عشرين عاما، وفي أغسطس 1935 نقلوه الي عيادة خاصة بروما بسبب تدهور حالته الصحية، وتوفي في أبريل عام 1937 متأثرا بنزيف في الدماغ.
ويعد جرامشي مؤسس مفهوم «الهيمنة على الثقافة كوسيلة للإبقاء على الحكم في مجتمع رأسمالي»

على صفحة ملحق الاتحاد الثقافي في الامارات

## كتاب تأثروا بغرامشي
- هوارد زين (بالإنجليزية: Howard Zinn)‏
- ديفيد هارفي (بالإنجليزية: David Harvey)‏
- إدوارد سعيد
- ميشيل فوكو
- نعوم تشومسكي
- جيولي أنجوني (بالإيطالية:جوليو أنجوني)

## وصلات خارجية
- أنطونيو غرامشي على موقع IMDb (الإنجليزية)
- أنطونيو غرامشي على موقع الموسوعة البريطانية (الإنجليزية)
- أنطونيو غرامشي على موقع إن إن دي بي (الإنجليزية)
- أنطونيو غرامشي على موقع ديسكوغز (الإنجليزية)